# Trichomasthus genutius
Trichomasthus genutius är en stekelart som först beskrevs av Walker 1846.  Trichomasthus genutius ingår i släktet Trichomasthus och familjen sköldlussteklar. Inga underarter finns listade i Catalogue of Life.